# Baltazaria notator
Baltazaria notator là một loài tò vò trong họ Ichneumonidae.